# Банановий фостер
Банановий фостер (англ. Bananas Foster) — десерт, приготований з бананів та ванільного морозива з соусом із вершкового масла, коричневого цукру, кориці, темного рому та бананового лікеру. Банани злегка підсмажуються на вершковому маслі з додаванням цукру, після чого додається алкоголь і підпалюється. Після фламбування банани у соусі викладаються на морозиво. Цей десерт можна подавати з ванільним морозивом або з млинцями, але його також можна їсти окремо. Як приправи можна додати корицю і мускатний горіх.

## Історія створення
Десерт було створено 1951 р. Полем Блонже в ресторані «Бреннан» (Brennan's) у Новому Орлеані штату Луїзіана США. Десерт був названий на честь Річарда Фостера, друга Оуена Бреннана, який на той час був Головою Комісії зі злочинів Нового Орлеана. До цього часу цей десерт подається як вишукана страва в найкращих ресторанах Нового Орлеана, як і в багатьох ресторанах світу.